# جرزی (نژاد گاو)
جرزی (انگلیسی: Jersey cattle) یکی از نژادهای گاو شیری کوچک است که اصالت آن به جرزی، در جزایر مانش بریتانیا برمی‌گردد. جرزی یکی از سه نژاد این منطقه می‌باشد و دو نژاد دیگر «آلدرنی» (وضعیت: منقرض شده) و گرنزی نام دارند. گاوهای جرزی تولیدکننده‌های بزرگی هستند؛ تخمین زده می‌شود که بیشتر از ده برابر وزن خود قادر به شیردهی هستند. شیر آن‌ها کمی زردرنگ و دارای مقادیر زیادی چربی است.
گاوهای جرزی به خوبی با مکان‌ها و آب و هوای مختلف سازگاری پیدا می‌کنند. برخلاف بسیاری از نژادها، که در یک دمای خاص بازدهی دارند، این گاوها به خوبی گرما را تحمل می‌کنند. این نژاد به بسیاری از کشورهای جهان صادر شده است. از جمله در دانمارک، فرانسه، نیوزلند و ایالات متحده آمریکا، از این گاوها به عنوان نژاد پرورشی غیروابسته استفاده می‌کنند. این نژاد در نپال به عنوان حیوان‌ کار استفاده می‌شود.